# Linie de cea mai mare pantă
În topografie, linia de cea mai mare pantă este o curbă care urmărește cea mai mare pantă a unui teren. Este întotdeauna ortogonală pe liniile de contur. Matematic aceasta este determinată de înălțimea pantei, luată ca un câmp potențial, deci liniile de cea mai mare pantă sunt analoage cu liniile de forță. În cazul în care forțele de inerție și condițiile topografice sunt îndeplinite cu rigurozitate, o minge rulând pe o pantă, sau apa care curge în jos, va urma linia de cea mai mare pantă.
Linia de cea mai mare pantă are o semnificație practică în citirea hărților. În teren, de cele mai multe ori, este mai bine vizibilă decât linia de contur, dar știind că este ortogonală pe linia de contur, se poate deduce direcția liniei de contur de la linia de cea mai mare pantă. Direcția liniei de contur (curbei de nivel) se găsește pe hărțile topografice.